# Brazilië op de Paralympische Zomerspelen 2020
Brazilië was een van de landen die deelnam aan de Paralympische Zomerspelen 2020 in Tokio, Japan.

## Medailleoverzicht
| Atletiek       | Claudiney Batista dos Santos                                    | Discuswerpen, F56 (m)                  | Goud   |  |  |
| Atletiek       | Silvania Costa de Oliveira                                      | Verspringen, T11 (v)                   | Goud   |  |  |
| Atletiek       | Petrucio Ferreira dos Santos                                    | 100 m, T47 (m)                         | Goud   |  |  |
| Atletiek       | Elizabeth Gomes                                                 | Discuswerpen, F53 (v)                  | Goud   |  |  |
| Atletiek       | Yeltsin Jacques Gids: Carlos Antonio dos Santos                 | 1500 m, T11 (m)                        | Goud   |  |  |
| Atletiek       | Yeltsin Jacques Gids: Carlos Antonio dos Santos                 | 5000 m, T11 (m)                        | Goud   |  |  |
| Atletiek       | Wallace Santos                                                  | Kogelstoten, F55 (m)                   | Goud   |  |  |
| Atletiek       | Alessandro Rodrigo Silva                                        | Discuswerpen, F11 (m)                  | Goud   |  |  |
| Bankdrukken    | Mariana D'Andrea                                                | -73 kg (v)                             | Goud   |  |  |
| Blindenvoetbal | Team                                                            | Mannen                                 | Goud   |  |  |
| Goalball       | Team                                                            | Mannen                                 | Goud   |  |  |
| Judo           | Alana Martins                                                   | -70 kg (v)                             | Goud   |  |  |
| Kanovaren      | Fernando Rufino de Paulo                                        | Eenpersoons Va'a, VL2 (m)              | Goud   |  |  |
| Taekwondo      | Nathan Troquato                                                 | -61 kg, K44 (m)                        | Goud   |  |  |
| Zwemmen        | Gabriel Bandeira                                                | 100 m vlinderslag, S14 (m)             | Goud   |  |  |
| Zwemmen        | Wendell Belarmino Pereira                                       | 50 m vrije slag, S11 (m)               | Goud   |  |  |
| Zwemmen        | Talisson Glock                                                  | 400 m vrije slag, S6 (m)               | Goud   |  |  |
| Zwemmen        | Maria Carolina Gomes Santiago                                   | 50 m vrije slag, S13 (v)               | Goud   |  |  |
| Zwemmen        | Maria Carolina Gomes Santiago                                   | 100 m vrije slag, S12 (v)              | Goud   |  |  |
| Zwemmen        | Maria Carolina Gomes Santiago                                   | 100 m schoolslag, SB12 (v)             | Goud   |  |  |
| Zwemmen        | Gabriel Geraldo dos Santos Araujo                               | 200 m vrije slag, S2 (m)               | Goud   |  |  |
| Zwemmen        | Gabriel Geraldo dos Santos Araujo                               | 50 m rugslag, S2 (m)                   | Goud   |  |  |
|                |                                                                 |                                        |        |  |  |
| Atletiek       | Marco Aurelio Borges                                            | Kogelstoten, F57 (m)                   | Zilver |  |  |
| Atletiek       | Vinicius Goncalves Rodrigues                                    | 100 m, T63 (m)                         | Zilver |  |  |
| Atletiek       | Thomaz Ruan de Moraes                                           | 400 m, T47 (m)                         | Zilver |  |  |
| Atletiek       | Marivana Oliveira                                               | Kogelstoten, F35 (v)                   | Zilver |  |  |
| Atletiek       | Raissa Rocha Machado                                            | Speerwerpen, F56 (v)                   | Zilver |  |  |
| Atletiek       | Alex Pira da Silva                                              | Marathon, T46 (m)                      | Zilver |  |  |
| Atletiek       | Alessandro Rodrigo Silva                                        | Kogelstoten, F11 (m)                   | Zilver |  |  |
| Atletiek       | Thalita Vitoria Simplicio da Silva Gids: Felipe Veloso da Silva | 200 m, T11 (m)                         | Zilver |  |  |
| Atletiek       | Thalita Vitoria Simplicio da Silva Gids: Felipe Veloso da Silva | 400 m, T11 (m)                         | Zilver |  |  |
| Kanovaren      | Luis Carlos Cardoso da Silva                                    | Eenpersoons kayak, KL1 (m)             | Zilver |  |  |
| Kanovaren      | Giovane Vieira de Paula                                         | Eenpersoons Va'a, VL3 (m)              | Zilver |  |  |
| Paardensport   | Rudolpho Riskalla                                               | Dressuur, verplichte kür, graad IV     | Zilver |  |  |
| Schermen       | Jovane Silva Guissone                                           | Degen individueel, categorie B (m)     | Zilver |  |  |
| Taekwondo      | Debora Bezerra de Menezes                                       | +58 kg, K44 (v)                        | Zilver |  |  |
| Tafeltennis    | Bruna Costa Alexandre                                           | Enkelspel, C10 (v)                     | Zilver |  |  |
| Zwemmen        | Gabriel Bandeira                                                | 200 m vrije slag, S14 (m)              | Zilver |  |  |
| Zwemmen        | Gabriel Bandeira                                                | 200 m individuele wisselslag, SM14 (m) | Zilver |  |  |
| Zwemmen        | Cecilia Jeronimo de Araujo                                      | 50 m vrije slag, S8 (v)                | Zilver |  |  |
| Zwemmen        | Gabriel Geraldo dos Santos Araujo                               | 100 m rugslag, S2 (m)                  | Zilver |  |  |
| Zwemmen        | Team                                                            | 4 x 100 m vrije slag, 49 punten (g)    | Zilver |  |  |
|                |                                                                 |                                        |        |  |  |
| Atletiek       | Mateus Evangelista Cardoso                                      | Verspringen, T37 (m)                   | Brons  |  |  |
| Atletiek       | Jardenia Felix Barbosa da Silva                                 | 400 m, T20 (v)                         | Brons  |  |  |
| Atletiek       | Petrucio Ferreira dos Santos                                    | 400 m, T47 (m)                         | Brons  |  |  |
| Atletiek       | Ricardo Gomes de Mendonca                                       | 200 m, T37 (m)                         | Brons  |  |  |
| Atletiek       | Washington Junior                                               | 100 m, T47 (m)                         | Brons  |  |  |
| Atletiek       | Cicero Nobre                                                    | Speerwerpen, F57 (m)                   | Brons  |  |  |
| Atletiek       | Thiago Paulino dos Santos                                       | Kogelstoten, F57 (m)                   | Brons  |  |  |
| Atletiek       | Jerusa Geber Santos                                             | 200 m, T11 (v)                         | Brons  |  |  |
| Atletiek       | Julyana Cristina da Silva                                       | Discuswerpen, F57 (v)                  | Brons  |  |  |
| Atletiek       | Joao Victor Teixeira de Souza Silva                             | Kogelstoten, F37 (m)                   | Brons  |  |  |
| Atletiek       | Joao Victor Teixeira de Souza Silva                             | Discuswerpen, F37 (m)                  | Brons  |  |  |
| Boccia         | Jose Carlos Chagas de Oliveira                                  | Enkelspel, BC1 (g)                     | Brons  |  |  |
| Boccia         | Maciel Santos                                                   | Enkelspel, BC2 (g)                     | Brons  |  |  |
| Judo           | Lucia Araujo                                                    | -57 kg (v)                             | Brons  |  |  |
| Judo           | Meg Emmerich                                                    | +70 kg (v)                             | Brons  |  |  |
| Roeien         | Rene Pereira                                                    | Eenpersoons sculls, PR1M1x (m)         | Brons  |  |  |
| Taekwondo      | Silvana Mayara Cardoso Fernandes                                | -58 kg, K44 (v)                        | Brons  |  |  |
| Tafeltennis    | Catia Cristina da Silva Oliveira                                | Enkelspel, C1-2 (v)                    | Brons  |  |  |
| Tafeltennis    | Team                                                            | Team, C9-10 (v)                        | Brons  |  |  |
| Volleybal      | Team                                                            | Vrouwen                                | Brons  |  |  |
| Zwemmen        | Wendell Belarmino Pereira                                       | 100 m vlinderslag, S11 (m)             | Brons  |  |  |
| Zwemmen        | Beatriz Carneiro                                                | 100 m schoolslag, SB14 (v)             | Brons  |  |  |
| Zwemmen        | Daniel Dias                                                     | 100 m vrije slag, S5 (m)               | Brons  |  |  |
| Zwemmen        | Daniel Dias                                                     | 200 m vrije slag, S5 (m)               | Brons  |  |  |
| Zwemmen        | Talisson Glock                                                  | 100 m vrije slag, S6 (m)               | Brons  |  |  |
| Zwemmen        | Maria Carolina Gomes Santiago                                   | 100 m rugslag, S12 (v)                 | Brons  |  |  |
| Zwemmen        | Mariana Ribeiro                                                 | 100 m vrije slag, S9 (v)               | Brons  |  |  |
| Zwemmen        | Phelipe Andrews Melo Rodrigues                                  | 50 m vrije slag, S10 (m)               | Brons  |  |  |
| Zwemmen        | Team                                                            | 4 x 50 m vrije slag, 20 punten (g)     | Brons  |  |  |
| Zwemmen        | Team                                                            | 4 x 100 m vrije slag, S14 (g)          | Brons  |  |  |

## Deelnemers en resultaten
(m) = mannen, (v) = vrouwen 

### Atletiek

#### Baanonderdelen
| Atleet | Onderdeel                          | Series              | Series              | Halve finale        | Halve finale        | Finale              | Finale              |
| Atleet | Onderdeel                          | Resultaat           | Rang                | Resultaat           | Rang                | Resultaat           | Rang                |
| --- | ---------------------------------- | ------------------- | ------------------- | ------------------- | ------------------- | ------------------- | ------------------- |
| Julio Cesar Agripino dos Santos Gids: Lutimar Abreu Paes                                                               | 1500 m, T11 (m)                    | Gediskwalificeerd   | DSQ                 | Niet van toepassing | Niet van toepassing | Niet gekwalificeerd | Niet gekwalificeerd |
| Julio Cesar Agripino dos Santos Gids: Lutimar Abreu Paes                                                               | 5000 m, T11 (m)                    | Niet van toepassing | Niet van toepassing | Niet van toepassing | Niet van toepassing | 16:26.31            | 7e                  |
| Aser Mateus Almeida Ramos                                                                                              | 100 m, T36 (m)                     | 0:12.25             | 6e                  | Niet van toepassing | Niet van toepassing | 0:12.32             | 6e                  |
| Mateus Evangelista Cardoso                                                                                             | 100 m, T37 (m)                     | 0:11.79             | 10e                 | Niet van toepassing | Niet van toepassing | Niet gekwalificeerd | Niet gekwalificeerd |
| Petrucio Ferreira dos Santos                                                                                           | 100 m, T47 (m)                     | 0:10.75             | 3e                  | Niet van toepassing | Niet van toepassing | 0:10.53 PR          | Goud                |
| Petrucio Ferreira dos Santos                                                                                           | 400 m, T47 (m)                     | 0:49.76             | 2e                  | Niet van toepassing | Niet van toepassing | 0:48.04             | Brons               |
| Felipe Gomes Gids: Jonas Silva                                                                                         | 100 m, T11 (m)                     | 0:11.35             | 8e                  | 0:11.68             | 8e                  | Niet gekwalificeerd | Niet gekwalificeerd |
| Felipe Gomes Gids: Jonas Silva                                                                                         | 400 m, T11 (m)                     | 0:53.58             | 6e                  | Niet van toepassing | Niet van toepassing | Niet gekwalificeerd | Niet gekwalificeerd |
| Ricardo Gomes de Mendonca                                                                                              | 100 m, T37 (m)                     | 0:11.45             | 5e                  | Niet van toepassing | Niet van toepassing | 0:11.52             | 5e                  |
| Ricardo Gomes de Mendonca                                                                                              | 200 m, T37 (m)                     | 0:22.96             | 3e                  | Niet van toepassing | Niet van toepassing | 0:22.62             | Brons               |
| Vinicius Goncalves Rodrigues                                                                                           | 100 m, T63 (m)                     | 0:12.11             | 1e                  | Niet van toepassing | Niet van toepassing | 0:12.05 PR          | Zilver              |
| Yeltsin Jacques Gids: Carlos Antonio dos Santos                                                                        | 1500 m, T11 (m)                    | 4:07.34             | 1e                  | Niet van toepassing | Niet van toepassing | 3:57.60 WR PR       | Goud                |
| Yeltsin Jacques Gids: Carlos Antonio dos Santos                                                                        | 5000 m, T11 (m)                    | Niet van toepassing | Niet van toepassing | Niet van toepassing | Niet van toepassing | 15:13.62            | Goud                |
| Yeltsin Jacques Gids: Carlos Antonio dos Santos                                                                        | Marathon, T12 (m)                  | Niet van toepassing | Niet van toepassing | Niet van toepassing | Niet van toepassing | Niet gefinisht      | DNF                 |
| Vitor Antonio de Jesus                                                                                                 | 200 m, T37 (m)                     | 0:24.79             | 12e                 | Niet van toepassing | Niet van toepassing | Niet gekwalificeerd | Niet gekwalificeerd |
| Washington Junior | 100 m, T47 (m)                     | 0:10.64             | 1e                  | Niet van toepassing | Niet van toepassing | 0:10.68             | Brons               |
| Fabricio Junior Barros Ferreira                                                                                        | 100 m, T12 (m)                     | 0:11.13             | 8e                  | Niet van toepassing | Niet van toepassing | Niet gekwalificeerd | Niet gekwalificeerd |
| Fabricio Junior Barros Ferreira                                                                                        | 400 m, T12 (m)                     | 0:52.42             | 7e                  | Niet van toepassing | Niet van toepassing | Niet gekwalificeerd | Niet gekwalificeerd |
| Christian Gabriel Luiz da Costa                                                                                        | 100 m, T37 (m)                     | 0:11.51             | 6e                  | Niet van toepassing | Niet van toepassing | Niet gekwalificeerd | Niet gekwalificeerd |
| Christian Gabriel Luiz da Costa                                                                                        | 200 m, T37 (m)                     | 0:23.80             | 8e                  | Niet van toepassing | Niet van toepassing | 0:23.49             | 8e                  |
| Joeferson Marinho de Oliveira                                                                                          | 100 m, T12 (m)                     | 0:10.85             | 4e                  | Niet van toepassing | Niet van toepassing | 0:11.24             | 4e                  |
| Daniel Martins | 400 m, T20 (m)                     | 0:50.10             | 9e                  | Niet van toepassing | Niet van toepassing | Niet gekwalificeerd | Niet gekwalificeerd |
| Thomaz Ruan de Moraes                                                                                                  | 400 m, T47 (m)                     | 0:49.95             | 3e                  | Niet van toepassing | Niet van toepassing | 0:47.87             | Zilver              |
| Alan Fonteles Cardoso Oliveira                                                                                         | 100 m, T64 (m)                     | 0:11.30             | 10e                 | Niet van toepassing | Niet van toepassing | Niet gekwalificeerd | Niet gekwalificeerd |
| Gustavo Henrique de Oliveira Dias                                                                                      | 400 m, T20 (m)                     | 0:51.12             | 12e                 | Niet van toepassing | Niet van toepassing | Niet gekwalificeerd | Niet gekwalificeerd |
| Rodrigo Parreira da Silva                                                                                              | 100 m, T36 (m)                     | 1:18.00             | 14e                 | Niet van toepassing | Niet van toepassing | Niet gekwalificeerd | Niet gekwalificeerd |
| Edson Pinheiro | 100 m, T38 (m)                     | 0:11.70             | 9e                  | Niet van toepassing | Niet van toepassing | Niet gekwalificeerd | Niet gekwalificeerd |
| Edson Pinheiro | 400 m, T38 (m)                     | Niet gestart        | DNS                 | Niet van toepassing | Niet van toepassing | Niet gekwalificeerd | Niet gekwalificeerd |
| Alex Pires da Silva | Marathon, T46 (m)                  | Niet van toepassing | Niet van toepassing | Niet van toepassing | Niet van toepassing | 2:27:00             | Zilver              |
| Lucas Prado Gids: Anderson Machado dos Santos                                                                          | 100 m, T11 (m)                     | 0:11.17             | 4e                  | 0:11.44             | 5e                  | Niet gekwalificeerd | Niet gekwalificeerd |
| Ariosvaldo Fernandes Silva                                                                                             | 100 m, T53 (m)                     | 0:15.30             | 7e                  | Niet van toepassing | Niet van toepassing | 0:15.41             | 4e                  |
| Ariosvaldo Fernandes Silva                                                                                             | 400 m, T53 (m)                     | 0:51.65             | 8e                  | Niet van toepassing | Niet van toepassing | 0:52.48             | 8e                  |
| Daniel Silva Gids: Wendel de Souza Silva                                                                               | 100 m, T11 (m)                     | 0:11.60             | 10e                 | Niet gekwalificeerd | Niet gekwalificeerd | Niet gekwalificeerd | Niet gekwalificeerd |
| Daniel Silva Gids: Wendel de Souza Silva                                                                               | 400 m, T11 (m)                     | Gediskwalificeerd   | DSQ                 | Niet van toepassing | Niet van toepassing | Niet gekwalificeerd | Niet gekwalificeerd |
| Fabio da Silva Bordignon                                                                                               | 100 m, T35 (m)                     | Niet van toepassing | Niet van toepassing | Niet van toepassing | Niet van toepassing | 0:12.54             | 5e                  |
| Fabio da Silva Bordignon                                                                                               | 200 m, T35 (m)                     | Niet van toepassing | Niet van toepassing | Niet van toepassing | Niet van toepassing | Gediskwalificeerd   | DSQ                 |
| Lucas de Sousa Lima | 100 m, T47 (m)                     | 0:11.07             | 5e                  | Niet van toepassing | Niet van toepassing | 0:11.14             | 6e                  |
| Lucas de Sousa Lima | 400 m, T47 (m)                     | 0:50.31             | 6e                  | Niet van toepassing | Niet van toepassing | 0:50.11             | 7e                  |
| Kesley Teodoro | 100 m, T12 (m)                     | 0:11.47             | 10e                 | Niet van toepassing | Niet van toepassing | Niet gekwalificeerd | Niet gekwalificeerd |
| |                                    |                     |                     |                     |                     |                     |                     |
| Silvania Costa de Oliveira Gids: Vinicius Martins Amador                                                               | 400 m, T11 (v)                     | Niet gefinisht      | DNF                 | Niet gekwalificeerd | Niet gekwalificeerd | Niet gekwalificeerd | Niet gekwalificeerd |
| Jardenia Felix Barbosa da Silva                                                                                        | 400 m, T20 (v)                     | 0:59.14             | 3e                  | Niet van toepassing | Niet van toepassing | 0:57.43             | Brons               |
| Edneusa de Jesus Santos Dorta Gids: Cleiton Cezario Abrao                                                              | 1500 m T13 (v)                     | 5:12.12             | 11e                 | Niet van toepassing | Niet van toepassing | 5:02.84             | 9e                  |
| Edneusa de Jesus Santos Dorta Gids: Vilmar Roberto Dias                                                                | Marathon, T12 (v)                  | Niet van toepassing | Niet van toepassing | Niet van toepassing | Niet van toepassing | 3:15:32             | 4e                  |
| Tascitha Oliveira Cruz                                                                                                 | 100 m, T36 (v)                     | 0:15.72             | 9e                  | Niet van toepassing | Niet van toepassing | Niet gekwalificeerd | Niet gekwalificeerd |
| Tascitha Oliveira Cruz                                                                                                 | 200 m, T36 (v)                     | 0:32.30             | 8e                  | Niet van toepassing | Niet van toepassing | 0:32.91             | 7e                  |
| Lorena Salvatini Spoladore Gids: Renato Oliveira                                                                       | 100 m, T11 (v)                     | 0:12.48             | 4e                  | 0:12.37             | 5e                  | Niet gekwalificeerd | Niet gekwalificeerd |
| Lorena Salvatini Spoladore Gids: Renato Oliveira                                                                       | 200 m, T11 (v)                     | 0:26.20             | 6e                  | 0:25.95             | 6e                  | Niet gekwalificeerd | Niet gekwalificeerd |
| Jerusa Geber Santos Gids: Gabriel Aparecido dos Santos Garcia                                                          | 100 m, T11 (v)                     | 0:12.41             | 2e                  | 0:12.26             | 1e                  | Gediskwalificeerd   | DSQ                 |
| Jerusa Geber Santos Gids: Gabriel Aparecido dos Santos Garcia                                                          | 200 m, T11 (v)                     | 0:25.86             | 2e                  | 0:25.35             | 2e                  | 0:25.19             | Brons               |
| Jhulia Santos Gids: Mateus Santos de Oliveira                                                                          | 400 m, T11 (v)                     | 1:00.12             | 5e                  | 0:59.17             | 5e                  | Niet gekwalificeerd | Niet gekwalificeerd |
| Ana Claudia Silva | 100 m, T63 (v)                     | 0:16.63             | 10e                 | Niet van toepassing | Niet van toepassing | Niet gekwalificeerd | Niet gekwalificeerd |
| Fernanda Silva | 100 m, T47 (v)                     | 0:13.03             | 12e                 | Niet van toepassing | Niet van toepassing | Niet gekwalificeerd | Niet gekwalificeerd |
| Fernanda Silva | 200 m, T47 (v)                     | 0:26.65             | 9e                  | Niet van toepassing | Niet van toepassing | Niet gekwalificeerd | Niet gekwalificeerd |
| Fernanda Silva | 400 m, T47 (v)                     | 0:59.91             | 5e                  | Niet van toepassing | Niet van toepassing | Gediskwalificeerd   | DSQ                 |
| Samira da Silva Brito                                                                                                  | 100 m, T36 (v)                     | 0:15.05             | 7e                  | Niet van toepassing | Niet van toepassing | 0:15.27             | 7e                  |
| Samira da Silva Brito                                                                                                  | 200 m, T36 (v)                     | 0:31.82             | 7e                  | Niet van toepassing | Niet van toepassing | 0:31.92             | 6e                  |
| Thalita Vitoria Simplicio da Silva Gids: Felipe Veloso da Silva                                                        | 100 m, T11 (v)                     | 0:12.38             | 1e                  | 0:12.32             | 3e                  | Gediskwalificeerd   | DSQ                 |
| Thalita Vitoria Simplicio da Silva Gids: Felipe Veloso da Silva                                                        | 200 m, T11 (v)                     | 0:25.45             | 1e                  | 0:24.98             | 1e                  | 0:24.94             | Zilver              |
| Thalita Vitoria Simplicio da Silva Gids: Felipe Veloso da Silva                                                        | 400 m, T11 (v)                     | 0:59.77             | 3e                  | 0:57.90             | 1e                  | 0:56.80             | Zilver              |
| Viviane Soares Gids: Newton Vieira de Almeida Junior                                                                   | 100 m, T12 (v)                     | 0:12.62             | 6e                  | 0:12.81             | 6e                  | Niet gekwalificeerd | Niet gekwalificeerd |
| Viviane Soares Gids: Newton Vieira de Almeida Junior                                                                   | 200 m, T12 (v)                     | 0:26.61             | 9e                  | Niet van toepassing | Niet van toepassing | Niet gekwalificeerd | Niet gekwalificeerd |
| Rayane Soares da Silva                                                                                                 | 100 m, T13 (v)                     | 0:12.39             | 6e                  | Niet van toepassing | Niet van toepassing | 0:12.52             | 8e                  |
| Rayane Soares da Silva                                                                                                 | 400 m, T13 (v)                     | 0:59.54             | 11e                 | Niet van toepassing | Niet van toepassing | Niet gekwalificeerd | Niet gekwalificeerd |
| Vanessa Cristina de Souza                                                                                              | 1500 m, T54 (v)                    | 3:30.06             | 6e                  | Niet van toepassing | Niet van toepassing | 3:30.55             | 8e                  |
| Vanessa Cristina de Souza                                                                                              | 5000 m, T54 (v)                    | Niet van toepassing | Niet van toepassing | Niet van toepassing | Niet van toepassing | 11:18.02            | 8e                  |
| Vanessa Cristina de Souza                                                                                              | Marathon, T54 (v)                  | Niet van toepassing | Niet van toepassing | Niet van toepassing | Niet van toepassing | 1:51:12             | 12e                 |
| Ketyla Teodoro Gids: Rodrigo Arcanjo                                                                                   | 200 m, T12 (v)                     | 0:26.74             | 10e                 | Niet van toepassing | Niet van toepassing | Niet gekwalificeerd | Niet gekwalificeerd |
| Ketyla Teodoro Gids: Rodrigo Arcanjo                                                                                   | 400 m, T12 (v)                     | Gediskwalificeerd   | DSQ                 | Niet van toepassing | Niet van toepassing | Niet gekwalificeerd | Niet gekwalificeerd |
| Edilene Teixeira Boaventura                                                                                            | Marathon, T12 (v)                  | Niet van toepassing | Niet van toepassing | Niet van toepassing | Niet van toepassing | 3:26:32             | 7e                  |
| |                                    |                     |                     |                     |                     |                     |                     |
| Ricardo Gomes de Mendonca Washington Junior Lorena Salvatini Spoladore Gids: Renato Oliveira Vanessa Cristina de Souza | 4 x 100 m estafette universeel (g) | 0:49.84             | 9e                  | Niet gekwalificeerd | Niet gekwalificeerd | Niet gekwalificeerd | Niet gekwalificeerd |

#### Veldonderdelen
| Paralympiër                         | Onderdeel             | Resultaat | Prestatie     |
| ----------------------------------- | --------------------- | --------- | ------------- |
| Michel Gustavo Abraham de Deus      | Verspringen, T47 (m)  | 9e        | 6.55          |
| Aser Mateus Almeida Ramos           | Verspringen, T36 (m)  | 4e        | 5.58          |
| Claudiney Batista dos Santos        | Discuswerpen, F56 (m) | Goud      | 45.59 PR      |
| Jeohsah Beserra dos Santos          | Hoogspringen, T64 (m) | 4e        | 1.88          |
| Marco Aurelio Borges                | Kogelstoten, F57 (m)  | Zilver    | 14.85         |
| Ricardo Costa de Oliveira           | Verspringen, T11 (m)  | 6e        | 5.89          |
| Mateus Evangelista Cardoso          | Verspringen, T37 (m)  | Brons     | 6.05          |
| Paulo Guerra                        | Hoogspringen, T47 (m) | 8e        | 1.84          |
| Francisco Jefferson de Lima         | Speerwerpen, F64 (m)  | 5e        | 56.33         |
| Cicero Nobre                        | Speerwerpen, F57 (m)  | Brons     | 48.93         |
| Gustavo Henrique de Oliveira Dias   | Verspringen, T20 (m)  | DNS       | Niet gestart  |
| Rodrigo Parreira da Silva           | Verspringen, T36 (m)  | 5e        | 5.49          |
| Thiago Paulino dos Santos           | Kogelstoten, F57 (m)  | Brons     | 14.77         |
| Flavio Reitz                        | Hoogspringen, T63 (m) | 6e        | 1.77          |
| Edenilson Roberto Floriani          | Kogelstoten, F63 (m)  | 7e        | 12.82         |
| Edenilson Roberto Floriani          | Speerwerpen, F64 (m)  | 6e        | 55.54 PR(F42) |
| Wallace Santos                      | Kogelstoten, F55 (m)  | Goud      | 12.63 WR PR   |
| Alessandro Rodrigo Silva            | Kogelstoten, F11 (m)  | Zilver    | 13.89         |
| Alessandro Rodrigo Silva            | Discuswerpen, F11 (m) | Goud      | 43.16 PR      |
| Emanoel Victor Souza de Oliveira    | Kogelstoten, F37 (m)  | 7e        | 13.63         |
| Joao Victor Teixeira de Souza Silva | Kogelstoten, F37 (m)  | Brons     | 14.45         |
| Joao Victor Teixeira de Souza Silva | Discuswerpen, F37 (m) | Brons     | 51.86         |
|                                     |                       |           |               |
| Tuany Priscila Barbosa Siqueira     | Kogelstoten, F57 (v)  | 6e        | 9.87          |
| Tuany Priscila Barbosa Siqueira     | Discuswerpen, F57 (v) | 11e       | 21.30         |
| Izabela Campos                      | Kogelstoten, F12 (v)  | 10e       | 9.41          |
| Izabela Campos                      | Discuswerpen, F11 (v) | 7e        | 32.26         |
| Silvania Costa de Oliveira          | Verspringen, T11 (v)  | Goud      | 5.00          |
| Jardenia Felix Barbosa da Silva     | Verspringen, T20 (v)  | 5e        | 5.29          |
| Elizabeth Gomes                     | Discuswerpen, F53 (v) | Goud      | 17.62 PR(F52) |
| Poliana Jesus                       | Kogelstoten, F54 (v)  | 7e        | 5.68          |
| Poliana Jesus                       | Speerwerpen, F54 (v)  | 7e        | 13.69         |
| Marivana Oliveira                   | Kogelstoten, F35 (v)  | Zilver    | 9.15          |
| Raissa Rocha Machado                | Speerwerpen, F56 (v)  | Zilver    | 24.39         |
| Lorena Salvatini Spoladore          | Verspringen, T11 (v)  | 4e        | 4.77          |
| Ana Claudia Silva                   | Verspringen, T63 (v)  | 10e       | 3.63 PR(T42)  |
| Julyana Cristina da Silva           | Kogelstoten, F57 (v)  | 7e        | 9.45          |
| Julyana Cristina da Silva           | Discuswerpen, F57 (v) | Brons     | 30.49         |

### Baanwielrennen
| Atleet                             | Onderdeel                         | Heats               | Heats               | (Bronzen) Finale    | (Bronzen) Finale    |
| Atleet                             | Onderdeel                         | Resultaat           | Rang                | Resultaat           | Rang                |
| ---------------------------------- | --------------------------------- | ------------------- | ------------------- | ------------------- | ------------------- |
| Lauro Cesar Chaman                 | 1 km tijdrit, C4-5 (m)            | Niet van toepassing | Niet van toepassing | 1:06.421            | 9e                  |
| Lauro Cesar Chaman                 | Individuele achtervolging, C5 (m) | 4:25.694            | 6e                  | Niet gekwalificeerd | Niet gekwalificeerd |
| Carlos Alberto Gomes Soares        | 1 km tijdrit, C1-3 (m)            | Niet van toepassing | Niet van toepassing | 1:18.891            | 20e                 |
| Carlos Alberto Gomes Soares        | Individuele achtervolging, C1 (m) | 4:26.763            | 10e                 | Niet gekwalificeerd | Niet gekwalificeerd |
| Andre Luiz Grizante                | 1 km tijdrit, C4-5 (m)            | Niet van toepassing | Niet van toepassing | 1:12.640            | 21e                 |
| Andre Luiz Grizante                | Individuele achtervolging, C4 (m) | 5:01.461            | 7e                  | Niet gekwalificeerd | Niet gekwalificeerd |
|                                    |                                   |                     |                     |                     |                     |
| Ana Raquel Montenegro Batista Lins | 500 m tijdrit, C4-5 (v)           | Niet van toepassing | Niet van toepassing | 0:44.157            |                     |
| Ana Raquel Montenegro Batista Lins | Individuele achtervolging, C5 (v) | 4:43.704            | 9e                  | Niet gekwalificeerd | Niet gekwalificeerd |

### Badminton
| Paralympiër             | Onderdeel          | Groepsfase                  | Groepsfase                  | Positie | Finalefase                | Finalefase                   | Plaats |
| Paralympiër             | Onderdeel          | Wedstrijd I                 | Wedstrijd II                | Positie | Halve finale              | (Troost)finale               | Plaats |
| Paralympiër             | Onderdeel          | Tegenstander Uitslag        | Tegenstander Uitslag        | Positie | Tegenstander Uitslag      | Tegenstander Uitslag         | Plaats |
| ----------------------- | ------------------ | --------------------------- | --------------------------- | ------- | ------------------------- | ---------------------------- | ------ |
| Vitor Goncalves Tavares | Enkelspel, SH6 (m) | IND Krishna Nagar V met 0-2 | MAS Didin Taresoh W met 2-0 | 2e      | HKG Chu Man Kai V met 1-2 | GBR Krysten Coombs V met 1-2 | 4e     |

### Bankdrukken
| Paralympiër              | Onderdeel  | Resultaat             | Prestatie             |
| ------------------------ | ---------- | --------------------- | --------------------- |
| Ailton Bento de Souza    | -80 kg (m) | 8e                    | 182.0                 |
| Bruno Carra              | -54 kg (m) | Geen geldig resultaat | Geen geldig resultaat |
| Joao Maria Franca Junior | -49 kg (m) | 6e                    | 144.0                 |
| Evanio da Silva          | -88 kg (m) | Geen geldig resultaat | Geen geldig resultaat |
|                          |            |                       |                       |
| Mariana D'Andrea         | -73 kg (v) | Goud                  | 137.0                 |
| Lara Aparecida de Lima   | -41 kg (v) | 7e                    | 88.0                  |
| Tayana Medeiros          | -86 kg (v) | 5e                    | 121.0                 |

### Blindenvoetbal
| Paralympiër | Onderdeel  | Resultaat | Prestatie                                                                                    |
| --- | ---------- | --------- | -------------------------------------------------------------------------------------------- |
| Veldspelers Ricardo Alves Jeferson Goncalves Raimundo Mendes Gledson da Paixao Barros Damiao Ramos Cassio Reis Tiago da Silva Jardiel Vieira Soares Keepers Matheus da Costa Coelho Bumussa Luan Goncalves | Mannenteam | Goud      | Groep A BRA-CHN: 3-0 BRA-JPN: 4-0 FRA-BRA: 0-4 Halve finale BRA-MAR: 1-0 Finale ARG-BRA: 0-1 |

### Boccia
| Paralympiër                                                                                    | Onderdeel          | Groepsfase                      | Groepsfase                         | Groepsfase                      | Groepsfase                   | Positie | Finalefase                  | Finalefase                      | Finalefase                      | Plaats |
| Paralympiër                                                                                    | Onderdeel          | Wedstrijd I                     | Wedstrijd II                       | Wedstrijd III                   | Wedstrijd IV                 | Positie | Kwartfinale                 | Halve finale                    | (Troost)finale                  | Plaats |
| Paralympiër                                                                                    | Onderdeel          | Tegenstander Uitslag            | Tegenstander Uitslag               | Tegenstander Uitslag            | Tegenstander Uitslag         | Positie | Tegenstander Uitslag        | Tegenstander Uitslag            | Tegenstander Uitslag            | Plaats |
| ---------------------------------------------------------------------------------------------- | ------------------ | ------------------------------- | ---------------------------------- | ------------------------------- | ---------------------------- | ------- | --------------------------- | ------------------------------- | ------------------------------- | ------ |
| Mateus Carvalho                                                                                | Enkelspel, BC3 (g) | JPN Keisuke Kawamoto V met 2-4  | HKG Tse Tak Wah 3-3                | KOR Jeong Ho Won V met 1-3      | Niet van toepassing          | 4e      | Niet gekwalificeerd         | Niet gekwalificeerd             | Niet gekwalificeerd             | 19e    |
| Jose Carlos Chagas de Oliveira                                                                 | Enkelspel, BC1 (g) | POR Andre Ramos W met 6-1       | JPN Yuriko Fujii W met 5-2         | SVK Tomas Kral W met 4-2        | Niet van toepassing          | 1e      | NED Daniel Perez W met 6-2  | GBR David Smith V met 4-7       | POR Andre Ramos W met 8-2       | Brons  |
| Natali Mello de Faria                                                                          | Enkelspel, BC2 (g) | ISR Nadav Shlomo Levi V met 0-8 | THA Watcharaphon Vongsa V met 0-14 | POR Nelson Fernandes V met 1-3  | Niet van toepassing          | 4e      | Niet gekwalificeerd         | Niet gekwalificeerd             | Niet gekwalificeerd             | 19e    |
| Guilherme Moraes                                                                               | Enkelspel, BC1 (g) | NED Daniel Perez V met 1-13     | RPC Olga Dolgova V met 1-4         | THA Subin Tipmanee W met 4-1    | RPC Mikhail Gutnik V met 3-4 | 4e      | Niet gekwalificeerd         | Niet gekwalificeerd             | Niet gekwalificeerd             | 13e    |
| Andreza Vitoria de Oliveira                                                                    | Enkelspel, BC1 (g) | MAS Chew Wei Lun V met 2-5      | THA Witsanu Huadpradit V met 4-5   | CZE Katerina Curinova V met 1-3 | KOR Jung Sungjoon V met 2-4  | 5e      | Niet gekwalificeerd         | Niet gekwalificeerd             | Niet gekwalificeerd             | 17e    |
| Evelyn de Oliveira                                                                             | Enkelspel, BC3 (g) | SWE Maria Bjurstroem W met 4-2  | THA Somboon Chaipanich W met 8-1   | AUS Daniel Michel W met 3-2     | Niet van toepassing          | 1e      | GBR Scott McCowan V met 1-9 | Uitgeschakeld                   | Uitgeschakeld                   | 5e     |
| Eliseu dos Santos                                                                              | Enkelspel, BC4 (g) | BRA Marcelo dos Santos 3-3      | RPC Sergey Safin W met 7-3         | HKG Leung Yuk Wing W met 6-4    | Niet van toepassing          | 1e      | CHN Zheng Yuansen V met 3-3 | Uitgeschakeld                   | Uitgeschakeld                   | 5e     |
| Maciel Santos                                                                                  | Enkelspel, BC2 (g) | KOR Lee Yongjin W met 11-0      | ARG Luis Cristaldo W met 6-1       | GBR Claire Taggart W met 8-1    | Niet van toepassing          | 1e      | HKG Yeung Hiu Lam W met 6-5 | JPN Hidetaka Sugimura V met 2-3 | THA Worawut Saengampa W met 4-3 | Brons  |
| Marcelo dos Santos                                                                             | Enkelspel, BC4 (g) | Eliseu dos Santos 3-3           | HKG Leung Yuk Wing V met 0-14      | RPC Sergey Sagin V met 7-11     | Niet van toepassing          | 4e      | Niet gekwalificeerd         | Niet gekwalificeerd             | Niet gekwalificeerd             | 19e    |
| Evani Soares da Silva                                                                          | Enkelspel, BC3 (g) | POR Jose Macedo V met 3-4       | HKG Ho Yuen Kei V met 1-8          | KOR Kim Han Soo V met 0-6       | Niet van toepassing          | 4e      | Niet gekwalificeerd         | Niet gekwalificeerd             | Niet gekwalificeerd             | 19e    |
|                                                                                                |                    |                                 |                                    |                                 |                              |         |                             |                                 |                                 |        |
| Jose Carlos Chagas de Oliveira Natali Mello de Faria Andreza Vitoria de Oliveira Maciel Santos | Team, BC1-2 (g)    | Slowakije W met 5-4             | Portugal V met 2-9                 | Japan V met 4-6                 | Zuid-Korea W met 6-3         | 3e      | Niet gekwalificeerd         | Niet gekwalificeerd             | Niet gekwalificeerd             | 5e     |
| Mateus Carvalho Evelyn de Oliveira Evani Soares da Silva                                       | Paren, BC3 (g)     | Portugal W met 7-3              | Japan 3-3                          | Australië V met 2-5             | Hongkong W met 5-3           | 3e      | Niet gekwalificeerd         | Niet gekwalificeerd             | Niet gekwalificeerd             | 5e     |
| Eliseu dos Santos Marcelo dos Santos Ercileide da Silva                                        | Paren, BC4 (g)     | Canada W met 4-3                | Groot-Brittannië V met 4-6         | Slowakije V met 3-7             | Portugal V met 2-3           | 4e      | Niet gekwalificeerd         | Niet gekwalificeerd             | Niet gekwalificeerd             | 7e     |

### Boogschieten
| Paralympiër                             | Onderdeel                      | Kwalificatie | Kwalificatie | 1e ronde                                 | 2e ronde                       | 3e ronde                              | Kwartfinale                         | Halve finale         | (troost)Finale       | Rang |
| Paralympiër                             | Onderdeel                      | Score        | Positie      | Tegenstander Uitslag                     | Tegenstander Uitslag           | Tegenstander Uitslag                  | Tegenstander Uitslag                | Tegenstander Uitslag | Tegenstander Uitslag | Rang |
| --------------------------------------- | ------------------------------ | ------------ | ------------ | ---------------------------------------- | ------------------------------ | ------------------------------------- | ----------------------------------- | -------------------- | -------------------- | ---- |
| Heriberto Alves Roca                    | Individueel, recurve open (m)  | 581          | 27e          | Niet van toepassing                      | KOR Kim Min Su V met 4-6       | Uitgeschakeld                         | Uitgeschakeld                       | Uitgeschakeld        | Uitgeschakeld        | 17e  |
| Andrey Muniz de Castro                  | Individueel, compound open (m) | 669          | 29           | RSA Philip Coates-Palgrave V met 135-142 | Uitgeschakeld                  | Uitgeschakeld                         | Uitgeschakeld                       | Uitgeschakeld        | Uitgeschakeld        | 33e  |
| Helcio Perilo                           | Individueel, W1 (m)            | 622          | 10e          | Niet van toepassing                      | Niet van toepassing            | RSA Shaun Anderson W met 123-123      | CZE David Drahoninsky V met 129-140 | Uitgeschakeld        | Uitgeschakeld        | 5e   |
|                                         |                                |              |              |                                          |                                |                                       |                                     |                      |                      |      |
| Rejane Candida                          | Individueel, W1 (v)            | 525          | 11e          | Niet van toepassing                      | Niet van toepassing            | GBR Victoria Rumary V met 107-115     | Uitgeschakeld                       | Uitgeschakeld        | Uitgeschakeld        | 9e   |
| Fabiola Dergovics                       | Individueel, recurve open (v)  | 572          | 11e          | Niet van toepassing                      | USA Emma Rose Ravish W met 6-4 | THA Phattharaphon Pattawaeo W met 7-1 | IRI Zahra Nemati V met 1-7          | Uitgeschakeld        | Uitgeschakeld        | 5e   |
| Jane Karla Gogel                        | Individueel, compound open (v) | 688          | 4e           | Niet van toepassing                      | Bye                            | ITA EleoNora Sarti V met 140-146      | Uitgeschakeld                       | Uitgeschakeld        | Uitgeschakeld        | 9e   |
|                                         |                                |              |              |                                          |                                |                                       |                                     |                      |                      |      |
| Heriberto Alves Roca Fabiola Dergovics  | Team, recurve open (g)         | 1153         | 11e          | Niet van toepassing                      | Niet van toepassing            | Japan V met 1-5                       | Uitgeschakeld                       | Uitgeschakeld        | Uitgeschakeld        | 9e   |
| Rejane Candida Helcio Perilo            | Team, W1 (g)                   | 1147         | 7e           | Niet van toepassing                      | Niet van toepassing            | Niet van toepassing                   | Tsjechië V met 126-131              | Uitgeschakeld        | Uitgeschakeld        | 5e   |
| Jane Karla Gogel Andrey Muniz de Castro | Team, compound open (g)        | 1357         | 9e           | Niet van toepassing                      | Niet van toepassing            | Frankrijk V met 142-145               | Uitgeschakeld                       | Uitgeschakeld        | Uitgeschakeld        | 9e   |

### Goalball
| Paralympiër | Onderdeel   | Resultaat | Prestatie |
| --- | ----------- | --------- | --- |
| Jose Roberto Ferreira de Oliveira Romario Marques Alex de Melo Leomon Moreno Emerson da Silva Josemarcio Sousa                                     | Mannenteam  | Goud      | Groep A BRA-LTU: 11-2 USA-BRA: 8-6 BRA-ALG: 10-4 JPN-BRA: 3-8 Kwartfinale BRA-TUR: 9-4 Halve finale LTU-BRA: 5-9 Finale CHN-BRA: 2-7      |
| Victoria Amorim Moniza Aparecida de Lima Ana Gabriely Brito Assuncao Ana Carolina Duarte Ruas Custodio Katia Aparecida Ferreira Lima Jessica Gomes | Vrouwenteam | 4e        | Groep B BRA-USA: 4-6 JPN-BRA: 4-4 TUR-BRA: 8-4 BRA-EGY: 11-1 Kwartfinale CHN-BRA: 0-1 Halve finale BRA-USA: 4-5 Troostfinale BRA-JPN: 1-6 |

### Judo
| Paralympiër                   | Onderdeel   | Resultaat | Prestatie |
| ----------------------------- | ----------- | --------- | --- |
| Wilians Araujo                | +100 kg (m) | 9e        | 1/8e finale: V van CUB Yordani Fernandez Sastre |
| Arthur Cavalcante da Silva    | -90 kg (m)  | 5e        | 1/8e finale: W van VEN Hector Armando Espinoza Rodriguez Kwartfinale: V van IRI Vahid Nouri Herkansingen, finale: W van JPN Haruka Hirose Bronzen finale: V van UKR Oleksandr Nazarenko |
| Thiego Marques                | -60 kg (m)  | 9e        | 1/8e finale: V van JPN Takaaki Hirai |
| Harlley Damiao Pereira Arruda | -81 kg (m)  | 9e        | 1/8e finale: V van GBR Daniel Powell |
| Antonio Tenorio da Silva      | -100 kg (m) | 5e        | Kwartfinale: W van MDA Ion Basoc Halve finale: V van USA Benjamin Goodrich Bronzen finale: V van UZB Sharif Khalilov                                                                    |
|                               |             |           | |
| Lucia Araujo                  | -57 kg (v)  | Brons     | Kwartfinale: W van ARG Laura Candela Gonzalez Halve finale: V van UZB Parvina Samandarova Bronzen finale: W van RPC Natalia Ovchinnikova                                                |
| Karla Cardoso                 | -52 kg (v)  | 7e        | Kwartfinale: V van GER Ramona Brussig Herkansingen, finale: V van RPC Alesia Stepaniuk                                                                                                  |
| Meg Emmerich                  | +70 kg (v)  | Brons     | Kwartfinale: W van JPN Minako Tsuchiya Halve finale: V van AZE Dursadaf Karimova Bronzen finale: W van MGL Altantsetseg Nyamaa                                                          |
| Alana Martins                 | -70 kg (v)  | Goud      | Kwartfinale: W van ITA Matilde Lauria Halve finale: W van TUR Raziye Ulucam Finale: W van GEO Ina Kaldani                                                                               |

### Kanovaren
| Atleet                         | Onderdeel                  | Heats     | Heats | Halve finale        | Halve finale        | A/B finale          | A/B finale          |
| Atleet                         | Onderdeel                  | Resultaat | Rang  | Resultaat           | Rang                | Resultaat           | Rang                |
| ------------------------------ | -------------------------- | --------- | ----- | ------------------- | ------------------- | ------------------- | ------------------- |
| Luis Carlos Cardoso da Silva   | Eenpersoons kayak, KL1 (m) | 0:49.840  | 2e QA | Niet van toepassing | Niet van toepassing | 0:48.031            | Zilver              |
| Luis Carlos Cardoso da Silva   | Eenpersoons Va'a, VL2 (m)  | 0:58.000  | 5e    | 0:57.725            | 6e                  | 0:56.390            | 7e                  |
| Caio Ribeiro de Carvalho       | Eenpersoons kayak, KL3 (m) | 0:41.687  | 4e    | 0:40.717            | 2e QA               | 0:42.005            | 5e                  |
| Caio Ribeiro de Carvalho       | Eenpersoons Va'a, VL3 (m)  | 0:55.691  | 10e   | 0:51.315            | 3e QA               | 0:53.246            | 7e                  |
| Fernando Rufino de Paulo       | Eenpersoons kayak, KL2 (m) | 0:43.860  | 3e    | 0:42.209            | 2e QA               | 0:43.217            | 6e                  |
| Fernando Rufino de Paulo       | Eenpersoons Va'a, VL2 (m)  | 0:55.258  | 1e QA | Niet van toepassing | Niet van toepassing | 0:53.077            | Goud                |
| Giovane Vieira de Paula        | Eenpersoons kayak, KL3 (m) | 0:44.144  | 12e   | 0:45.556            | 11e QB              | 0:43.508            | 12e                 |
| Giovane Vieira de Paula        | Eenpersoons Va'a, VL3 (m)  | 0:53.435  | 4e    | 0:51.087            | 2e QA               | 0:52.148            | Zilver              |
|                                |                            |           |       |                     |                     |                     |                     |
| Adriana Azevedo                | Eenpersoons kayak, KL1 (v) | 1:04.554  | 10e   | 1:05.564            | 8e                  | Niet gekwalificeerd | Niet gekwalificeerd |
| Debora Raiza Ribeiro Benevides | Eenpersoons Va'a, VL2 (v)  | 1:05.923  | 7e    | 1:03.230            | 4e QA               | 1:04.778            | 7e                  |
| Mari Christina Santilli        | Eenpersoons kayak, KL3 (v) | 0:54.340  | 8e    | 0:52.172            | 6e QA               | 0:54.093            | 8e                  |

### Paardensport
| Paralympiër                   | Onderdeel                          | Resultaat | Prestatie |
| ----------------------------- | ---------------------------------- | --------- | --------- |
| Sergio Froes Ribeiro de Oliva | Dressuur, verplichte kür, graad I  | 10e       | 69.643%   |
| Rodolpho Riskalla             | Dressuur, verplichte kür, graad IV | Zilver    | 74.659%   |
| Rodolpho Riskalla             | Dressuur, vrije kür, graad IV      | 5e        | 73.895%   |

### Roeien
| Atleet | Onderdeel                                  | Heats     | Heats | Herkansingen        | Herkansingen        | A/B finale | A/B finale | Eindranking |
| Atleet | Onderdeel                                  | Resultaat | Rang  | Resultaat           | Rang                | Resultaat  | Rang       | Eindranking |
| --- | ------------------------------------------ | --------- | ----- | ------------------- | ------------------- | ---------- | ---------- | ----------- |
| Rene Pereira | Eenpersoons sculls, PR1M1x (m)             | 9:57.59   | 2e QA | Niet van toepassing | Niet van toepassing | 10:03.54   | 3e         | Brons       |
| |                                            |           |       |                     |                     |            |            |             |
| Claudia Santos | Eenpersoons sculls, PR1W1x (v)             | 12:28.11  | 6e    | 11:25.50            | 5e QA               | 12:57.80   | 6e         | 6e          |
| |                                            |           |       |                     |                     |            |            |             |
| Josiane Lima Michel Pessanha                                                                                              | Tweepersoons sculls, PR2Mix2x (g)          | 9:19.28   | 8e    | 8:25.16             | 5e QB               | 9:05.60    | 2e         | 8e          |
| Jairo Klug Diana Cristina Barcelos de Oliveira Ana Paula Madruga de Souza Valdeni da Silva Junior Stuur Jucelino da Silva | Vierpersoons scull met stuur, PR3Mix4+ (g) | 7:56.75   | 10e   | 7:15.77             | 6e QB               | 7:46.67    | 4e         | 10e         |

### Schermen
| Paralympiër           | Onderdeel                           | Resultaat | Prestatie |
| --------------------- | ----------------------------------- | --------- | --- |
| Vanderson Luis Chaves | Floret individueel, categorie B (m) | 9e        | Groep A V van CHN Feng Yanke met 4-5 V van UKR Oleg Naumenko met 3-5 V van RPC Alexander Kuzyukov met 3-5 V van GBR Dimitri Coutya met 1-5 V van FRA Maxime Valet met 2-5 W van JPN Ryuji Onda met 5-3 1/8e finale: V van UKR Oleg Naumenko met 11-15                                                                  |
| Vanderson Luis Chaves | Sabel individueel, categorie B (m)  | 11e       | Groep B V van CAN Pierre Mainville met 0-5 V van POL Grzegorz Pluta met 2-5 V van FRA Maxime Valet met 1-5 V van RPC Alexander Kurzin met 0-5 V van HUN Istvan Tarjanyi met 1-5 |
| Jovane Silva Guissone | Degen individueel, categorie B (m)  | Zilver    | Groep B W van RPC Alexandr Kurzin met 5-1 W van BLR Andrei Pranevich met 5-4 W van HUN Istvan Tarjanyi met 5-2 V van UKR Oleg Naumenko met 2-5 W van CHN Hu Daoliang met 5-3 Kwartfinale: W van IRQ Ammar Ali met 15-10 Halve finale: W van GBR Dimitri Coutya met 15-12 Finale: V van RPC Alexander Kuzyukov met 8-15 |
| Jovane Silva Guissone | Floret individueel, categorie B (m) | 11e       | Groep B V van CHN Hu Daoliang met 2-5 V van JPN Michinobu Fujita met 3-5 V van ITA Marco Cima met 3-5 W van POL Adrian Castro met 5-4 V van RPC Albert Kamalov met 1-5 V van UKR Anton Datsko met 1-5 |
|                       |                                     |           | |
| Carminha Oliveira     | Degen individueel, categorie A (v)  | 13e       | Groep A V van RPC Iuliia Maya met 0-5 V van UKR Nataliia Mandryk met 3-5 V van HKG Chui Yee Yu met 2-5 V van HUN Zsuzsanna Krajnyak met 2-5 |
| Carminha Oliveira     | Floret individueel, categorie A (v) | 13e       | Groep C V van RPC Evgeniya Sycheva met 1-5 V van CHN Rong Jing met 1-5 V van CAN Ruth Sylvie Morel met 3-5 V van UKR Nataliia Morkvych met 0-5 |
| Monica Santos         | Floret individueel, categorie B (v) | 9e        | Groep A W van JPN Chisato Abe met 5-0 V van RPC Liudmila Vasileva met 2-5 V van ITA Beatrice Vio met 1-5 V van CHN Xiao Rong met 1-5 V van HKG Chung Yuen Ping met 4-5 W van GEO Irma Khetsuriani met 5-3 1/8e finale: V van GEO Irma Khetsuriani met 7-15                                                             |
| Monica Santos         | Sabel individueel, categorie B (v)  | 11e       | Groep B V van CHN Tan Shumei met 0-5 V van RPC Irina Mishurova met 3-5 V van UKR Olena Fedota met 1-5 V van HUN Boglarka Mezo met 1-5 V van JPN Chisato Abe met 1-5 |

### Schietsport
| Paralympiër       | Onderdeel                        | Resultaat | Resultaat | Prestatie           | Prestatie           |
| Paralympiër       | Onderdeel                        | Score     | Rang      | Score               | Rang                |
| ----------------- | -------------------------------- | --------- | --------- | ------------------- | ------------------- |
| Alexandre Galgani | 10 m luchtgeweer, staand SH2 (g) | 622.0     | 23e       | Niet gekwalificeerd | Niet gekwalificeerd |
| Alexandre Galgani | 10 m luchtgeweer, liggend (g)    | 633.9     | 10e       | Niet gekwalificeerd | Niet gekwalificeerd |
| Alexandre Galgani | 50 m geweer, liggend (g)         | 618.0     | 16e       | Niet gekwalificeerd | Niet gekwalificeerd |

### Taekwondo
| Paralympiër                      | Onderdeel       | Resultaat | Prestatie |
| -------------------------------- | --------------- | --------- | --- |
| Nathan Troquato                  | -61 kg, K44 (m) | Goud      | 1/8e finale: W van BDI Parfait Hakizimana met 27-4 Kwartfinale: W van JPN Mitsuya Tanaka met 58-24 Halve finale: W van ITA Antonio Bossolo met 37-34 Finale: W van EGY Mohamed Yasser Elzayat |
|                                  |                 |           | |
| Debora Bezerra de Menezes        | +58 kg, K44 (v) | Zilver    | Kwartfinale: W van MEX Daniela Andrea Martinez Mariscal met 24-12 Halve finale: W van UKR Yuliya Lypetska met 55-10 Finale: V van UZB Guljonoy Naimova met 4-8                                |
| Silvana Mayara Cardoso Fernandes | -58 kg, K44 (v) | Brons     | Kwartfinale: W van USA Brianna Salinaro met 15-2 Halve finale: V van DEN Lisa Gjessing met 6-8 Bronzen finale: W van TUR Gamze Gurdal met 26-9                                                |

### Tafeltennis
| Paralympiër                                                   | Onderdeel           | Groepsfase                     | Groepsfase                          | Groepsfase                     | Positie             | Finalefase                                 | Finalefase                             | Finalefase                   | Finalefase              | Plaats |
| Paralympiër                                                   | Onderdeel           | Wedstrijd I                    | Wedstrijd II                        | Wedstrijd III                  | Positie             | 1/8e finale                                | Kwartfinale                            | Halve finale                 | Finale                  | Plaats |
| Paralympiër                                                   | Onderdeel           | Tegenstander Uitslag           | Tegenstander Uitslag                | Tegenstander Uitslag           | Positie             | Tegenstander Uitslag                       | Tegenstander Uitslag                   | Tegenstander Uitslag         | Tegenstander Uitslag    | Plaats |
| ------------------------------------------------------------- | ------------------- | ------------------------------ | ----------------------------------- | ------------------------------ | ------------------- | ------------------------------------------ | -------------------------------------- | ---------------------------- | ----------------------- | ------ |
| David Andrade de Freitas                                      | Enkelspel, C3 (m)   | SWE Alexander Ohgren W met 3-0 | THA Yuttajak Glinbancheun V met 0-3 | Niet van toepassing            | 2e                  | FRA Florian Merrien V met 0-3              | Uitgeschakeld                          | Uitgeschakeld                | Uitgeschakeld           | 9e     |
| Carlos Alberto Carbinatti Junior                              | Enkelspel, C10 (m)  | FRA Mateo Boheas V met 0-3     | RSA Theo Cogill W met 3-0           | AUT Krisztian Gardos V met 1-3 | 3e                  | Niet gekwalificeerd                        | Niet gekwalificeerd                    | Niet gekwalificeerd          | Niet gekwalificeerd     | 9e     |
| Luiz Filipe Guarnieri Manara                                  | Enkelspel, C8 (m)   | CHN Ye Chaoqun V met 1-3       | SWE Linus Karlsson V met 1-3        | Niet van toepassing            | 3e                  | Niet gekwalificeerd                        | Niet gekwalificeerd                    | Niet gekwalificeerd          | Niet gekwalificeerd     | 15e    |
| Israel Pereira Stroh                                          | Enkelspel, C7 (m)   | JPN Masachika Inoue W met 3-2  | EGY Sayed Mohamed Youssef W met 3-1 | AUS Jake Ballestrino W met 3-0 | 1e                  | Bye                                        | CHN Liao Keli V met 1-3                | Uitgeschakeld                | Uitgeschakeld           | 5e     |
| Paulo Salmin                                                  | Enkelspel, C7 (m)   | CHN Yan Shuo V met 0-3         | CRO Pavao Jozic W met 3-2           | Niet van toepassing            | 2e                  | GER Bjoern Schnake V met 0-3               | Uitgeschakeld                          | Uitgeschakeld                | Uitgeschakeld           | 9e     |
| Carlos Alberto Carbinatti Junior Luis Filipe Guarnieri Manara | Team, C9-10 (m)     | Niet van toepassing            | Niet van toepassing                 | Niet van toepassing            | Niet van toepassing | Australië V met 0-2                        | Uitgeschakeld                          | Uitgeschakeld                | Uitgeschakeld           | 9e     |
| Paulo Salmin Israel Pereira Stroh                             | Team, C6-7 (m)      | Niet van toepassing            | Niet van toepassing                 | Niet van toepassing            | Niet van toepassing | Japan W met 2-0                            | China V met 0-2                        | Uitgeschakeld                | Uitgeschakeld           | 5e     |
|                                                               |                     |                                |                                     |                                |                     |                                            |                                        |                              |                         |        |
| Marliane Amaral Santos                                        | Enkelspel, C3 (v)   | KOR Yoon Jiyu V met 0-3        | SVK Alena Kanova V met 0-3          | Niet van toepassing            | 3e                  | Niet gekwalificeerd                        | Niet gekwalificeerd                    | Niet gekwalificeerd          | Niet gekwalificeerd     | 11e    |
| Bruna Costa Alexandre                                         | Enkelspel, C10 (v)  | AUS Melissa Tapper W met 3-0   | TPE Lin Tzu Yu W met 3-0            | Niet van toepassing            | 1e                  | Niet van toepassing                        | Bye                                    | TPE Tian Shiau Wen W met 3-1 | AUS Qian Yang V met 1-3 | Zilver |
| Millena Franca dos Santos                                     | Enkelspel, C7 (v)   | CHN Wang Rui V met 0-3         | KOR Kim Seong-Ok V met 0-3          | Niet van toepassing            | 3e                  | Niet van toepassing                        | Niet gekwalificeerd                    | Niet gekwalificeerd          | Niet gekwalificeerd     | 7e     |
| Jennyfer Marques Parinos                                      | Enkelspel, C9 (v)   | KOR Kim Kun-Hae V met 1-3      | AUS Li Na Lei V met 0-3             | POL Karolina Pek V met 1-3     | 4e                  | Niet van toepassing                        | Niet van toepassing                    | Niet gekwalificeerd          | Niet gekwalificeerd     | 7e     |
| Joyce Oliveira                                                | Enkelspel, C4 (v)   | CHN Gu Xiaodan V met 0-3       | JOR Faten Elelimat W met 3-0        | Niet van toepassing            | 2e                  | IND Bhavinaben Hasmukhbhai Patel V met 0-3 | Uitgeschakeld                          | Uitgeschakeld                | Uitgeschakeld           | 9e     |
| Danielle Rauen                                                | Enkelspel, C9 (v)   | TUR Neslihan Kavas W met 3-0   | HUN Alexa Szvitacs V met 1-3        | CHN Xiong Guiyan V met 0-3     | 3e                  | Niet van toepassing                        | Niet van toepassing                    | Niet gekwalificeerd          | Niet gekwalificeerd     | 5e     |
| Lethicia Rodrigues Lacerda                                    | Enkelspel, C8 (v)   | NOR Aida Dahlen V met 0-3      | CHN Huang Wenjuan V met 1-3         | Niet van toepassing            | 3e                  | Niet van toepassing                        | Niet gekwalificeerd                    | Niet gekwalificeerd          | Niet gekwalificeerd     | 7e     |
| Catia Cristina da Silva Oliveira                              | Enkelspel, C1-2 (v) | FIN Aino Tapola W met 3-1      | POL Dorota Buclaw V met 1-3         | Niet van toepassing            | 2e                  | Niet van toepassing                        | ITA Giada Rossi W met 3-0              | KOR Seo Su-Yeon V met 1-3    | Uitgeschakeld           | Brons  |
| Marliane Amaral Santos Catia Cristina da Silva Oliveira       | Team, C1-3 (v)      | Niet van toepassing            | Niet van toepassing                 | Niet van toepassing            | Niet van toepassing | Niet van toepassing                        | Zuid-Korea V met 1-2                   | Uitgeschakeld                | Uitgeschakeld           | 5e     |
| Bruna Costa Alexandre Jennyfer Marques Parinos Danielle Rauen | Team, C9-10 (v)     | Niet van toepassing            | Niet van toepassing                 | Niet van toepassing            | Niet van toepassing | Niet van toepassing                        | Turkije W met 2-1                      | Polen V met 0-2              | Uitgeschakeld           | Brons  |
| Millena Franca dos Santos Lethicia Rodrigues Lacerda          | Team, C6-8 (v)      | Niet van toepassing            | Niet van toepassing                 | Niet van toepassing            | Niet van toepassing | Niet van toepassing                        | Russisch Paralympisch Comité V met 0-2 | Uitgeschakeld                | Uitgeschakeld           | 5e     |

### Tennis
| Gustavo Carneiro Silva                  | Rolstoel enkelspel (m)  | RSA Leon Els V 1-2 (6-1, 4-6, 3-6)    | Uitgeschakeld                                            | Uitgeschakeld                                    | Uitgeschakeld | Uitgeschakeld | Uitgeschakeld | 33e |  |  |
| Rafael Medeiros Gomes                   | Rolstoel enkelspel (m)  | MAR Lhaj Boukartacha V 0-2 (5-7, 1-6) | Uitgeschakeld                                            | Uitgeschakeld                                    | Uitgeschakeld | Uitgeschakeld | Uitgeschakeld | 33e |  |  |
| Mauricio Pomme                          | Rolstoel enkelspel (m)  | KOR Sang Ho Oh V 0-2 (0-6, 3-6)       | Uitgeschakeld                                            | Uitgeschakeld                                    | Uitgeschakeld | Uitgeschakeld | Uitgeschakeld | 33e |  |  |
| Daniel Rodrigues                        | Rolstoel enkelspel (m)  | SWE Stefan Olsson V 0-2 (3-6, 2-6)    | Uitgeschakeld                                            | Uitgeschakeld                                    | Uitgeschakeld | Uitgeschakeld | Uitgeschakeld | 33e |  |  |
| Ymanitu Silva                           | Quad enkelspel          | Niet van toepassing                   | Niet van toepassing                                      | USA David Wagner V 1-2 (6-3, 2-6, 2-6)           | Uitgeschakeld | Uitgeschakeld | Uitgeschakeld | 9e  |  |  |
| Gustavo Carneiro Silva Daniel Rodrigues | Rolstoel dubbelspel (m) | Niet van toepassing                   | AUS Martyn Dunn/Ben Weekes W 2-0 (6-2, 6-3)              | BEL Joachim Gerard/Jef Vandorpe V 0-2 (1-6, 1-6) | Uitgeschakeld | Uitgeschakeld | Uitgeschakeld | 9e  |  |  |
| Rafael Medeiros Gomes/Mauricio Pomme    | Rolstoel dubbelspel (m) | Niet van toepassing                   | ISR Adam Berdichevsky/Guy Sasson V 0-2 (1-6, 0-2 opgave) | Uitgeschakeld                                    | Uitgeschakeld | Uitgeschakeld | Uitgeschakeld | 17e |  |  |
|                                         |                         |                                       |                                                          |                                                  |               |               |               |     |  |  |
| Ana Caldeira                            | Rolstoel enkelspel (v)  | Niet van toepassing                   | RPC Viktoriia Lvova V 0-2 (0-6, 2-6)                     | Uitgeschakeld                                    | Uitgeschakeld | Uitgeschakeld | Uitgeschakeld | 17e |  |  |
| Meirycoll Duval                         | Rolstoel enkelspel (v)  | Niet van toepassing                   | USA Shelby Baron W 2-0 (6-4, 6-4)                        | JPN Yui Kamji V 0-2 (0-6, 0-6)                   | Uitgeschakeld | Uitgeschakeld | Uitgeschakeld | 9e  |  |  |
| Ana Caldeira/Meirycoll Duval            | Rolstoel dubbelspel (v) | Niet van toepassing                   | Niet van toepassing                                      | CHN Huimin Huang/Jinlian Huang V 0-2 (0-6, 0-6)  | Uitgeschakeld | Uitgeschakeld | Uitgeschakeld | 9e  |  |  |

### Triatlon
| Paralympiër          | Onderdeel             | Resultaat | Prestatie |
| -------------------- | --------------------- | --------- | --------- |
| Jorge Luis Fonseca   | Individueel, PTS4 (m) | 7e        | 1:07:57   |
| Ronan Nunes Cordeiro | Individueel, PTS5 (m) | 5e        | 1:01:22   |
| Carlos Rafael Viana  | Individueel, PTS5 (m) | 6e        | 1:02:26   |
|                      |                       |           |           |
| Jessica Ferreira     | Individueel, PTWC (v) | 4e        | 1:16:23   |

### Volleybal
| Paralympiër | Onderdeel | Resultaat | Prestatie |
| --- | --------- | --------- | --- |
| Samuel Arantes Renato Leite Gilberto Lourenco da Silva Wescley Oliveira Alex Pereira Witkovski Wellington Platini Diogo Reboucas Anderson Rodrigues dos Santos Daniel Silva Leandro Henrique da Silva Fabricio da Silva Pinto Daniel Yoshizawa                                  | Mannen    | 4e        | Groep A W van CHN met 3-1 V van IRI met 0-3 V van GER met 1-3 Halve finale V van RPC met 1-3 Bronzen finale V van BIH met 1-3 |
| Nurya de Almeida Silva Jana Batista Gizele Maria da Costa Dias Luiza Guisso Fiorese Camila Maria Leiria de Castro Bruna Nascimento Lima Edwarda de Oliveira Dias Pamela Pereira Laiana Rodrigues Batista Adria Silva Nathalie Filomena Silva Ana Luis Aparecida de Souza Soares | Vrouwen   | Brons     | Groep A W van CAN met 3-2 W van JPN met 3-0 W van ITA met 3-1 Halve finale V van USA met 0-3 Bronzen finale W van CAN met 3-1 |

### Wegwielrennen
| Paralympiër                        | Onderdeel              | Resultaat | Prestatie |
| ---------------------------------- | ---------------------- | --------- | --------- |
| Lauro Cesar Chaman                 | Wegwedstrijd, C4-5 (m) | 4e        | 2:17:11   |
| Lauro Cesar Chaman                 | Tijdrit, C5 (m)        | 4e        | 43:44.37  |
| Carlos Alberto Gomes Soares        | Wegwedstrijd, C1-3 (m) | 31e       | + 1 ronde |
| Carlos Alberto Gomes Soares        | Tijdrit, C1 (m)        | 8e        | 28:13.44  |
| Andre Luis Grizante                | Wegwedstrijd, C4-5 (m) | 17e       | + 1 ronde |
| Andre Luis Grizante                | Tijdrit, C4 (m)        | 9e        | 52:41.83  |
|                                    |                        |           |           |
| Jady Martins Malavazzi             | Wegwedstrijd, H1-4 (v) | 13e       | 1:06:43   |
| Jady Martins Malavazzi             | Tijdrit, H1-3 (v)      | 7e        | 38:11.10  |
| Ana Raquel Montenegro Batista Lins | Wegwedstrijd, C4-5 (v) | 14e       | + 1 ronde |
| Ana Raquel Montenegro Batista Lins | Tijdrit, C5 (v)        | 9e        | 53:30.61  |

### Zwemmen
| Atleet | Onderdeel                              | Series              | Series              | Finale              | Finale              |
| Atleet | Onderdeel                              | Resultaat           | Rang                | Resultaat           | Rang                |
| --- | -------------------------------------- | ------------------- | ------------------- | ------------------- | ------------------- |
| Gabriel Bandeira | 200 m vrije slag, S14 (m)              | 1:57.73             | 3e                  | 1:52.74             | Zilver              |
| Gabriel Bandeira | 100 m rugslag, S14 (m)                 | 1:01.63             | 9e                  | Niet gekwalificeerd | Niet gekwalificeerd |
| Gabriel Bandeira | 100 m schoolslag, SB14 (m)             | 1:10.43             | 12e                 | Niet gekwalificeerd | Niet gekwalificeerd |
| Gabriel Bandeira | 100 m vlinderslag, S14 (m)             | 0:56.78             | 2e                  | 0:54.76 PR          | Goud                |
| Gabriel Bandeira | 200 m individuele wisselslag, SM14 (m) | 2:15.35             | 6e                  | 2:09.56             | Zilver              |
| Bruno Becker da Silva | 50 m vrije slag, S3 (m)                | 1:01.30             | 14e                 | Niet gekwalificeerd | Niet gekwalificeerd |
| Bruno Becker da Silva | 200 m vrije slag, S2 (m)               | 4:30.84             | 4e                  | 4:22.63             | 4e                  |
| Bruno Becker da Silva | 50 m schoolslag, SB2 (m)               | 1:48.10             | 10e                 | Niet gekwalificeerd | Niet gekwalificeerd |
| Wendell Belarmino Pereira | 50 m vrije slag, S11 (m)               | 0:26.47             | 2e                  | 0:26.03             | Goud                |
| Wendell Belarmino Pereira | 100 m vlinderslag, S11 (m)             | 1:06.59             | 4e                  | 1:05.20             | Brons               |
| Wendell Belarmino Pereira | 200 m individuele wisselslag, SM11 (m) | 2:38.59             | 7e                  | 2:30.17             | 7e                  |
| Joao Pedro Brutos de Oliveira | 100 m schoolslag, SB14 (m)             | 1:08.32             | 7e                  | 1:07.84             | 7e                  |
| Joao Pedro Brutos de Oliveira | 200 m individuele wisselslag, SM14 (m) | 2:21.20             | 16e                 | Niet gekwalificeerd | Niet gekwalificeerd |
| Ronystony Cordeiro da Silva | 50 m vrije slag, S4 (m)                | 0:41.91             | 10e                 | Niet gekwalificeerd | Niet gekwalificeerd |
| Ronystony Cordeiro da Silva | 50 m rugslag, S4 (m)                   | 0:46.58             | 6e                  | 0:46.95             | 8e                  |
| Ronystony Cordeiro da Silva | 50 m schoolslag, SB3 (m)               | 0:57.80             | 11e                 | Niet gekwalificeerd | Niet gekwalificeerd |
| Daniel Dias | 50 m vrije slag, S5 (m)                | 0:32.65             | 3e                  | 0:32.12             | 4e                  |
| Daniel Dias | 100 m vrije slag, S5 (m)               | 1:13.02             | 2e                  | 1:10.80             | Brons               |
| Daniel Dias | 200 m vrije slag, S5 (m)               | 2:45.16             | 3e                  | 2:38.61             | Brons               |
| Daniel Dias | 50 m rugslag, S5 (m)                   | 0:37.19             | 5e                  | 0:35.99             | 5e                  |
| Daniel Dias | 50 m vlinderslag, S5 (m)               | 0:37.27             | 6e                  | 0:36.56             | 6e                  |
| Vanilton Filho | 50 m vrije slag, S9 (m)                | 0:26.99             | 18e                 | Niet gekwalificeerd | Niet gekwalificeerd |
| Vanilton Filho | 100 m vlinderslag, S9 (m)              | 1:07.04             | 17e                 | Niet gekwalificeerd | Niet gekwalificeerd |
| Andre Pereira Garbe | 100 m rugslag, S9 (m)                  | 1:07.54             | 11e                 | Niet gekwalificeerd | Niet gekwalificeerd |
| Talisson Glock | 100 m vrije slag, S6 (m)               | 1:05.94             | 2e                  | 1:05.45             | Brons               |
| Talisson Glock | 400 m vrije slag, S6 (m)               | 5:06.28             | 1e                  | 4:54.42             | Goud                |
| Talisson Glock | 100 m rugslag, S6 (m)                  | 1:27.36             | 18e                 | Niet gekwalificeerd | Niet gekwalificeerd |
| Talisson Glock | 50 m vlinderslag, S6 (m)               | 0:33.89             | 9e                  | Niet gekwalificeerd | Niet gekwalificeerd |
| Talisson Glock | 200 m individuele wisselslag, SM6 (m)  | 2:49.49             | 5e                  | 2:45.17             | 6e                  |
| Ruan Felipe Lima de Souza | 100 m vrije slag, S10 (m)              | 0:56.88             | 12e                 | Niet gekwalificeerd | Niet gekwalificeerd |
| Ruan Felipe Lima de Souza | 100 m schoolslag, SB9 (m)              | Niet van toepassing | Niet van toepassing | 1:10.99             | 5e                  |
| Ruan Felipe Lima de Souza | 200 m individuele wisselslag, SM10 (m) | 2:27.75             | 9e                  | Niet gekwalificeerd | Niet gekwalificeerd |
| Douglas Matera | 50 m vrije slag, S13 (m)               | 0:25.14             | 12e                 | Niet gekwalificeerd | Niet gekwalificeerd |
| Douglas Matera | 100 m vlinderslag, S13 (m)             | 0:58.66             | 6e                  | 0:58.53             | 7e                  |
| Douglas Matera | 200 m individuele wisselslag, SM13 (m) | 2:23.53             | 13e                 | Niet gekwalificeerd | Niet gekwalificeerd |
| Gabriel Melone de Oliveira | 100 m vrije slag, S6 (m)               | 1:12.63             | 13e                 | Niet gekwalificeerd | Niet gekwalificeerd |
| Gabriel Melone de Oliveira | 100 m rugslag, S6 (m)                  | 1:24.72             | 13e                 | Niet gekwalificeerd | Niet gekwalificeerd |
| Gabriel Melone de Oliveira | 100 m vlinderslag, S6 (m)              | 0:32.93             | 6e                  | 0:33.01             | 7e                  |
| Caio Oliveira | 100 m vrije slag, S8 (m)               | 1:03.04             | 17e                 | Niet gekwalificeerd | Niet gekwalificeerd |
| Caio Oliveira | 400 m vrije slag, S8 (m)               | 4:38.44             | 5e                  | 4:35.16             | 6e                  |
| Phelipe Andrews Melo Rodrigues | 50 m vrije slag, S10 (m)               | 0:23.74             | 3e                  | 0:23.50             | Brons               |
| Phelipe Andrews Melo Rodrigues | 100 m vrije slag, S10 (m)              | 0:53.44             | 5e                  | 0:52.04             | 4e                  |
| Phelipe Andrews Melo Rodrigues | 100 m vlinderslag, S10 (m)             | 1:01.00             | 11e                 | Niet gekwalificeerd | Niet gekwalificeerd |
| Roberto Rodriguez | 100 m schoolslag, SB5 (m)              | 1:35.66             | 6e                  | 1:36.75             | 7e                  |
| Roberto Rodriguez | 200 m individuele wisselslag, SM6 (m)  | 3:14.69             | 16e                 | Niet gekwalificeerd | Niet gekwalificeerd |
| Gabriel Geraldo dos Santos Araujo                                                                                                   | 200 m vrije slag, S2 (m)               | 4:24.32             | 3e                  | 4:06.52             | Goud                |
| Gabriel Geraldo dos Santos Araujo                                                                                                   | 50 m rugslag, S2 (m)                   | 0:56.82             | 1e                  | 0:53.96             | Goud                |
| Gabriel Geraldo dos Santos Araujo                                                                                                   | 100 m rugslag, S2 (m)                  | 2:09.73             | 4e                  | 2:02.47             | Zilver              |
| Jose Ronaldo da Silva | 50 m rugslag, S1 (m)                   | Niet van toepassing | Niet van toepassing | 1:21.57             | 4e                  |
| Jose Ronaldo da Silva | 100 m rugslag, S1 (m)                  | Niet van toepassing | Niet van toepassing | 3:03.18             | 5e                  |
| Ruiter Silva | 50 m vrije slag, S9 (m)                | 0:26.70             | 16e                 | Niet gekwalificeerd | Niet gekwalificeerd |
| Ruiter Silva | 200 m individuele wisselslag, SM9 (m)  | 2:30.24             | 11e                 | Niet gekwalificeerd | Niet gekwalificeerd |
| Gabriel Cristiano Silva de Sousa | 50 m vrije slag, S9 (m)                | 0:27.29             | 19e                 | Niet gekwalificeerd | Niet gekwalificeerd |
| Gabriel Cristiano Silva de Sousa | 100 m vrije slag, S8 (m)               | 1:02.30             | 15e                 | Niet gekwalificeerd | Niet gekwalificeerd |
| Gabriel Cristiano Silva de Sousa | 100 m vlinderslag, S8 (m)              | 1:05.55             | 8e                  | 1:05.38             | 8e                  |
| Matheus Sousa | 50 m vrije slag, S11 (m)               | 0:27.17             | 4e                  | 0:27.26             | 6e                  |
| Matheus Sousa | 400 m vrije slag, S11 (m)              | 4:52.38             | 5e                  | 4:44.64             | 5e                  |
| Matheus Sousa | 100 m vlinderslag, S11 (m)             | 1:24.69             | 13e                 | Niet gekwalificeerd | Niet gekwalificeerd |
| Eric Tobera | 50 m vrije slag, S4 (m)                | 0:41.34             | 8e                  | 0:41.46             | 6e                  |
| Eric Tobera | 100 m vrije slag, S4 (m)               | 1:36.20             | 10e                 | Niet gekwalificeerd | Niet gekwalificeerd |
| Eric Tobera | 200 m vrije slag, S4 (m)               | Niet gestart        | DNS                 | Niet gekwalificeerd | Niet gekwalificeerd |
| Eric Tobera | 50 m schoolslag, SB3 (m)               | 0:57.37             | 10e                 | Niet gekwalificeerd | Niet gekwalificeerd |
| Felipe Vila Real | 200 m vrije slag, S14 (m)              | 2:02.13             | 11e                 | Niet gekwalificeerd | Niet gekwalificeerd |
| Vanilton Filho Talisson Glock Phelipe Andrews Melo Rodrigues Ruiter Silva                                                           | 4 x 100 m vrije slag, 34 punten (m)    | Niet van toepassing | Niet van toepassing | 3:52.28             | 4e                  |
| Andrey Pereira Garbe Talisson Glock Ruan Felipe Lima de Souza Phelipe Andrews Melo Rodrigues                                        | 4 x 100 m wisselslag, 34 punten (m)    | 4:27.08             | 5e                  | 4:24.61             | 7e                  |
| |                                        |                     |                     |                     |                     |
| Debora Borges Carneiro | 100 m schoolslag, SB14 (v)             | 1:18.55             | 5e                  | 1:17.63             | 4e                  |
| Debora Borges Carneiro | 200 m individuele wisselslag, SM14 (v) | 2:48.58             | 18e                 | Niet gekwalificeerd | Niet gekwalificeerd |
| Beatriz Carneiro | 100 m schoolslag, SB14 (v)             | 1:18.34             | 3e                  | 1:17.61             | Brons               |
| Beatriz Carneiro | 200 m individuele wisselslag, SM14 (v) | 2:48.48             | 17e                 | Niet gekwalificeerd | Niet gekwalificeerd |
| Edenia Garcia | 100 m vrije slag, S3 (v)               | Niet gestart        | DNS                 | Niet gekwalificeerd | Niet gekwalificeerd |
| Edenia Garcia | 50 m rugslag, S3 (v)                   | 1:08.44             | 7e                  | 1:07.83             | 8e                  |
| Maria Carolina Gomes Santiago | 50 m vrije slag, S13 (v)               | 0:26.87             | 1e                  | 0:26.82 PR          | Goud                |
| Maria Carolina Gomes Santiago | 100 m vrije slag, S12 (v)              | 1:01.79             | 3e                  | 0:59.01             | Goud                |
| Maria Carolina Gomes Santiago | 100 m rugslag, S12 (v)                 | Niet van toepassing | Niet van toepassing | 1:09.18             | Brons               |
| Maria Carolina Gomes Santiago | 100 m schoolslag, SB12 (v)             | Niet van toepassing | Niet van toepassing | 1:14.89 PR          | Goud                |
| Maria Carolina Gomes Santiago | 100 m vlinderslag, S13 (v)             | 1:07.30             | 5e                  | 1:07.11             | 6e                  |
| Cecilia Jeronimo de Araujo | 50 m vrije slag, S8 (v)                | 0:31.40             | 2e                  | 0:30.83             | Zilver              |
| Cecilia Jeronimo de Araujo | 100 m vrije slag, S9 (v)               | 1:16.87             | 20e                 | Niet gekwalificeerd | Niet gekwalificeerd |
| Cecilia Jeronimo de Araujo | 100 m vlinderslag, S8 (v)              | Niet van toepassing | Niet van toepassing | 1:26.26             | 6e                  |
| Maiara Regina Pereira Barreto | 100 m vrije slag, S3 (v)               | 2:12.02             | 7e                  | 2:10.90             | 7e                  |
| Maiara Regina Pereira Barreto | 50 m rugslag, S3 (v)                   | 1:00.80             | 5e                  | 0:59.50             | 4e                  |
| Patricia Pereira dos Santos | 50 m vrije slag, S4 (v)                | 0:41.62             | 2e                  | 0:41.56             | 4e                  |
| Patricia Pereira dos Santos | 50 m schoolslag, SB3 (v)               | 1:03.37             | 3e                  | 1:01.82             | 4e                  |
| Mariana Ribeiro | 50 m vrije slag, S10 (v)               | 0:28.41             | 4e                  | 0:28.58             | 5e                  |
| Mariana Ribeiro | 100 m vrije slag, S9 (v)               | 1:03.65             | 1e                  | 1:03.39             | Brons               |
| Mariana Ribeiro | 100 m rugslag, S9 (v)                  | Niet gestart        | DNS                 | Niet gekwalificeerd | Niet gekwalificeerd |
| Susana Ribeiro | 50 m vrije slag, S4 (v)                | 0:48.78             | 12e                 | Niet gekwalificeerd | Niet gekwalificeerd |
| Susana Ribeiro | 100 m vrije slag, S5 (v)               | 1:50.65             | 16e                 | Niet gekwalificeerd | Niet gekwalificeerd |
| Susana Ribeiro | 50 m rugslag, S4 (v)                   | 1:00.50             | 12e                 | Niet gekwalificeerd | Niet gekwalificeerd |
| Susana Ribeiro | 150 m individuele wisselslag, SM4 (v)  | 3:06.54             | 5e                  | 3:11.54             | 8e                  |
| Esthefany Rodrigues | 100 m vrije slag, S5 (v)               | 1:36.45             | 13e                 | Niet gekwalificeerd | Niet gekwalificeerd |
| Esthefany Rodrigues | 200 m vrije slag, S5 (v)               | 3:27.41             | 9e                  | Niet gekwalificeerd | Niet gekwalificeerd |
| Esthefany Rodrigues | 50 m vlinderslag, S5 (v)               | 0:47.24             | 7e                  | 0:46.49             | 7e                  |
| Esthefany Rodrigues | 200 m individuele wisselslag, SM5 (v)  | Niet van toepassing | Niet van toepassing | 3:47.92             | 7e                  |
| Joana Maria Silva | 100 m vrije slag, S5 (v)               | 1:27.36             | 8e                  | 1:27.62             | 8e                  |
| Joana Maria Silva | 50 m vlinderslag, S5 (v)               | 0:46.32             | 6e                  | 0:45.33             | 4e                  |
| Lucilene da Silva Sousa | 50 m vrije slag, S13 (v)               | 0:28.21             | 10e                 | Niet gekwalificeerd | Niet gekwalificeerd |
| Lucilene da Silva Sousa | 100 m vrije slag, S12 (v)              | 1:01.61             | 2e                  | 1:02.42             | 6e                  |
| Lucilene da Silva Sousa | 100 m schoolslag, SB12 (v)             | Niet van toepassing | Niet van toepassing | 1:30.25             | 5e                  |
| Lucilene da Silva Sousa | 100 m vlinderslag, S13 (v)             | 1:10.93             | 10e                 | Niet gekwalificeerd | Niet gekwalificeerd |
| Ana Karolina Soares de Oliveira | 100 m rugslag, S14 (v)                 | 1:11.67             | 5e                  | 1:11.29             | 5e                  |
| Ana Karolina Soares de Oliveira | 200 m individuele wisselslag, SM14 (v) | 2:47.37             | 16e                 | Niet gekwalificeerd | Niet gekwalificeerd |
| Laila Suzigan Abate | 50 m vrije slag, S6 (v)                | 0:36.51             | 11e                 | Niet gekwalificeerd | Niet gekwalificeerd |
| Laila Suzigan Abate | 100 m vrije slag, S7 (v)               | 1:17.12             | 9e                  | Niet gekwalificeerd | Niet gekwalificeerd |
| Laila Suzigan Abate | 400 m vrije slag, S6 (v)               | 5:39.00             | 7e                  | 5:38.72             | 8e                  |
| |                                        |                     |                     |                     |                     |
| Daniel Dias Talisson Glock Gabriel Melone de Oliveira Patricia Pereira dos Santos Joana Maria Silva Laila Suzigan Abate Eric Tobera | 4 x 50 m vrije slag, 20 punten (g)     | 2:38.01             | 6e                  | 2:24.82             | Brons               |
| Wendell Belarmino Pereira Maria Carolina Gomes Santiago Douglas Matera Lucilene da Silva Sousa                                      | 4 x 100 m vrije slag, 49 punten (g)    | Niet van toepassing | Niet van toepassing | 3:54.95             | Zilver              |
| Gabriel Bandeira Debora Borges Carneiro Ana Karolina Soares de Oliveira Felipe Vila Real                                            | 4 x 100 m vrije slag, S14 (g)          | Niet van toepassing | Niet van toepassing | 3:51.23             | Brons               |

Afghanistan · 
Algerije · 
Amerikaanse Maagdeneilanden · 
Angola · 
Argentinië · 
Armenië · 
Aruba · 
Australië · 
Azerbeidzjan · 
Bahrein · 
Barbados · 
Belarus · 
België · 
Benin · 
Bermuda · 
Bosnië en Herzegovina · 
Botswana · 
Brazilië · 
Bulgarije · 
Burkina Faso · 
Burundi · 
Cambodja · 
Canada · 
Centraal-Afrikaanse Republiek · 
Chili · 
China · 
Chinees Taipei · 
Colombia · 
Congo-Brazzaville · 
Congo-Kinshasa · 
Costa Rica · 
Cuba · 
Cyprus · 
Denemarken · 
Dominicaanse Republiek · 
Duitsland · 
Ecuador · 
Egypte · 
El Salvador · 
Estland · 
Ethiopië · 
Faeröer · 
Fiji · 
Filipijnen · 
Finland · 
Frankrijk · 
Gabon · 
Gambia · 
Georgië · 
Ghana · 
Griekenland · 
Groot-Brittannië · 
Guatemala · 
Guinee · 
Guinee‑Bissau · 
Haïti · 
Honduras · 
Hongarije · 
Hongkong · 
Ierland · 
IJsland · 
India · 
Indonesië · 
Irak · 
Iran · 
Israël · 
Italië · 
Ivoorkust · 
Jamaica · 
Japan · 
Jordanië · 
Kaapverdië · 
Kameroen · 
Kazachstan · 
Kenia · 
Kirgizië · 
Koeweit · 
Kroatië · 
Laos · 
Lesotho · 
Letland · 
Libanon · 
Liberia · 
Libië · 
Litouwen · 
Luxemburg · 
Madagaskar · 
Maleisië · 
Mali · 
Malta · 
Marokko · 
Mauritius · 
Mexico · 
Moldavië · 
Mongolië · 
Montenegro · 
Mozambique · 
Namibië · 
Nederland · 
Nepal · 
Nicaragua · 
Nieuw-Zeeland · 
Niger · 
Nigeria · 
Noord-Macedonië · 
Noorwegen · 
Oeganda · 
Oekraïne · 
Oezbekistan · 
Oman · 
Oostenrijk · 
Pakistan · 
Palestina · 
Panama · 
Papoea-Nieuw-Guinea · 
Peru · 
Polen · 
Portugal · 
Puerto Rico · 
Qatar · 
Roemenië · 
Russisch Paralympisch Comité ·
Rwanda · 
Saint Vincent en Grenadines · 
Samoa · 
Saoedi-Arabië · 
Sao Tomé en Principe · 
Senegal · 
Servië · 
Seychellen · 
Sierra Leone · 
Singapore · 
Slovenië · 
Slowakije · 
Somalië · 
Spanje · 
Sri Lanka · 
Syrië · 
Tadzjikistan · 
Tanzania · 
Thailand · 
Togo · 
Tonga · 
Trinidad en Tobago · 
Tsjechië · 
Tunesië · 
Turkije · 
Turkmenistan · 
Uruguay · 
Venezuela · 
Verenigde Arabische Emiraten · 
Verenigde Staten · 
Vietnam · 
Zimbabwe · 
Zuid-Afrika · 
Zuid-Korea · 
Zweden · 
Zwitserland
Paralympisch Vluchtelingen Team